# (6564) Asher
(6564) Asher est un astéroïde de la ceinture principale aréocroiseur.

## Description
(6564) Asher est un astéroïde aréocroiseur. Il présente une orbite caractérisée par un demi-grand axe de 1,88 UA, une excentricité de 0,27 et une inclinaison de 45,3° par rapport à l'écliptique.

## Compléments